# Постмодернизъм (изкуство)
Постмодернизъм е съвкупност от движения в изкуството, които се противопоставят на някои или на повечето аспекти на модернизма, и са възникнали след него. Особено съвременни течения в изкуството, като: интермедия, инсталационно изкуство, концептуално изкуство и мултимедия, особено когато включват видео, са описвани изцяло като постмодернизъм.
Има няколко основни характеристики, които правят изкуството постмодерно и това са: бриколаж, използването на думи и текст (текстово послание), като централен елемент на творбата, колаж, симплификация (опростяване на формата), апроприация, перформативно изкуство, преработване на остарели стилове и теми в модерен контекст, както и нарушаване на границите между изящно изкуство (високата култура), ниската и популярната култура .

## Терминологична употреба
Преобладаващият термин за изкуство, което е създадено след 1950 година, е „съвременно изкуство“. Но не всеки вид съвременно изкуство е постмодерно.